# 14 tula, songkram prachachon
14 tula, songkram prachachon é um filme de drama tailandês de 2001 dirigido e escrito por Bhandit Rittakol. Foi selecionado como representante da Tailândia à edição do Oscar 2002, organizada pela Academia de Artes e Ciências Cinematográficas.